# Yuri de Souza Fonseca
Yuri de Souza Fonseca (nascut el 8 d'agost de 1982), conegut simplement com a Yuri, és un futbolista brasiler que juga com a davanter a la SD Ponferradina.
També té la nacionalitat portuguesa, i va passar la major part de la seva carrera professional a Portugal i Espanya, principalment amb la Ponferradina.

## Carrera de club
Nascut a Maceió, Alagoas, Yuri va arribar a Portugal encara adolescent, unint-se al FC Maia a la Segona Lliga. Les seves actuacions allà van cridar l'atenció d'un altre club del nord, el Boavista FC de Primeira Liga, pel qual va fitxar el gener de 2003.
No obstant això, Yuri no va poder establir-se sòlidament a l'equip, i va ser cedit dos cops: va ajudar el Gil Vicente FC a evitar el descens a la màxima categoria en els seus cinc mesos, sense poder repetir-ho amb el GD Estoril Praia la temporada següent.
L'estiu de 2005, Yuri es va traslladar als veïns ibèrics, representant l'humil Pontevedra CF. També va ser cedit a la UD Las Palmas a Segona Divisió, però només va participar en 12 partits de 42 sense marcar.
Yuri va fitxar per la SD Ponferradina l'any 2009, va aconseguir dos ascensos a la segona categoria durant la seva etapa –en la qual va aportar un total de 26 gols– i finalment va arribar a ser capità. A la campanya 2012-13 va ocupar el tercer lloc de la llista de golejadors de segona divisió amb 21 gols, ajudant el seu equip a aconseguir la setena posició.
El 15 de gener de 2017, després d'un breu període a la China League One, Yuri va tornar a l'Estadi El Toralín als 34 anys. Va marcar amb dos dígits a la segona divisió la 2019–20 (18 gols), la 2020–21 (11) i la 2021–22(14).

## Vida personal
El germà gran de Yuri, Igor, també era futbolista i davanter. Van compartir equips al Maia (on van arribar de ben petits) i al Pontevedra.
El seu cosí, Charles, també va jugar diverses temporades a Espanya i també va representar Pontevedra.